# Хотинське нахіє
Хотинське нахіє — провінція Османської імперії, утворена 1713 з Хотинського цинуту (округи) Молдавського князівства (територія сучасних Хотинського, Кельменецького, Сокирянського, частини Новоселицького районів Чернівецької області України та частини Єдинецького повіту
Молдови).

## Історія
1713 Хотинський цинут фірманом султана Агмеда III був вилучений з Молдавського князівства, на нього поширилася султанська адміністрація. Кордони Хотинського нахіє та його приналежність до Османської імперії було підтверджено Белградським мирним договором 1739, Кючук-Кайнарджійським мирним договором 1774, Баламутівською конвенцією 2 липня 1776.
1715 в Хотинському нахіє було здійснено дефтер (перепис населення та нерухомого майна), скасовано кріпацтво. 1715—18 збудовано нову Хотинську фортецю. 1739, 1769—74 та 1806—12 Хотинське нахіє було окуповане російськими військами; 1772—73 на Хотинське нахіє поширювалася влада
Молдавського князівства; 1774—76 північна частина, а 1788—93 все Хотинське нахіє було окуповане військами Австрії. За Бухарестським мирним договором 1812 Хотинське нахіє увійшло до Російської імперії і 1813 було перетворене на Хотинський повіт Бессарабської області.
До 1715 в межах Хотинського нахіє розташовувалися війська шведського короля Карла XII та київського воєводи Ю.Потоцького, 1722 тут перебував гетьман П.Орлик. 1739 російські війська здійснили депортацію частини населення Хотинського нахіє до Російської імперії.